# Дені Гайсумов
Дені Хасанович Гайсумов (азерб. Deni Həsənoviç Qaysumov, чеч. Gaýsumow Hasan-khant Deni; нар. 6 лютого 1968, Грозний, РРФСР) — радянський, російський та азербайджанський футболіст, виступав на позиції захисника. Грав за збірну Азербайджану.

## Життєпис
Вихованець грозненського «Терека».
У 1994 після розвалу команди «Ерзу» сам попросився в ЦСКА, куди його, після нетривалого перегляду, взяли. Через деякий час змушений був піти з клубу через розбіжності з керівництвом.
У 1996 виступав за «Сокіл-ПЗД», з яким розраховував вийти до вищої ліги. Команда за підсумками сезону посіла лише восьме місце, а Гайсумов пішов у московський «Спартак». Заграти в основі, як він вважає, йому не дав Олег Романцев, який лише одного разу включив Дені в заявку — на матч проти ЦСКА. Провівши півсезону в дублі червоно-білих, повернувся в ЦСКА, з яким підписав річний контракт.
У 2000 році завершив кар'єру гравця, однак після бесіди з Хайдаром Алхановим став виступати за новостворену команду «Терек».
Володар кубку Росії 2003/04.
Будучи росіянином, у 1995 році прийняв запрошення в збірну Азербайджану.
У 2004 році, після виходу «Терека» до найвищого дивізіону, завоювання кубку країни та матчів у кубку УЄФА, Дені Гайсумова визнали «Людиною року в Чечні» в номінації «спорт», нагородили званням почесний громадянин Чечні, а на його честь назвали вулицю в Гудермесі.

## Досягнення
«Терек» (Грозний)
- Кубок Росії
  -  Володар (1): 2003/04

- Найкращий захисник Першого дивізіону Росії: 2004